# Allex
Allex ist eine französische Gemeinde mit 2633 Einwohnern (Stand 1. Januar 2022) im Département Drôme in der Region Auvergne-Rhône-Alpes; sie gehört zum Arrondissement Die und zum Kanton Loriol-sur-Drôme. Die Bewohner werden Allexois und Allexoises genannt.

## Geografie
Der Ort liegt auf der rechten Talseite der Drôme, ca. 15 Kilometer südlich von Valence.
Nachbargemeinden von Allex sind:
- Montoison und Ambonil im Norden,
- Upie im Nordosten,
- Eurre im Osten,
- Grane im Süden und
- Livron-sur-Drôme im Westen.

## Bevölkerungsentwicklung
| Jahr                       | 1962 | 1968 | 1975 | 1982 | 1990 | 1999 | 2006 | 2018 |
| -------------------------- | ---- | ---- | ---- | ---- | ---- | ---- | ---- | ---- |
| Einwohner                  | 1208 | 1219 | 1179 | 1487 | 1704 | 2009 | 2369 | 2508 |
| Quellen: Cassini und INSEE |      |      |      |      |      |      |      |      |

## Sehenswürdigkeiten

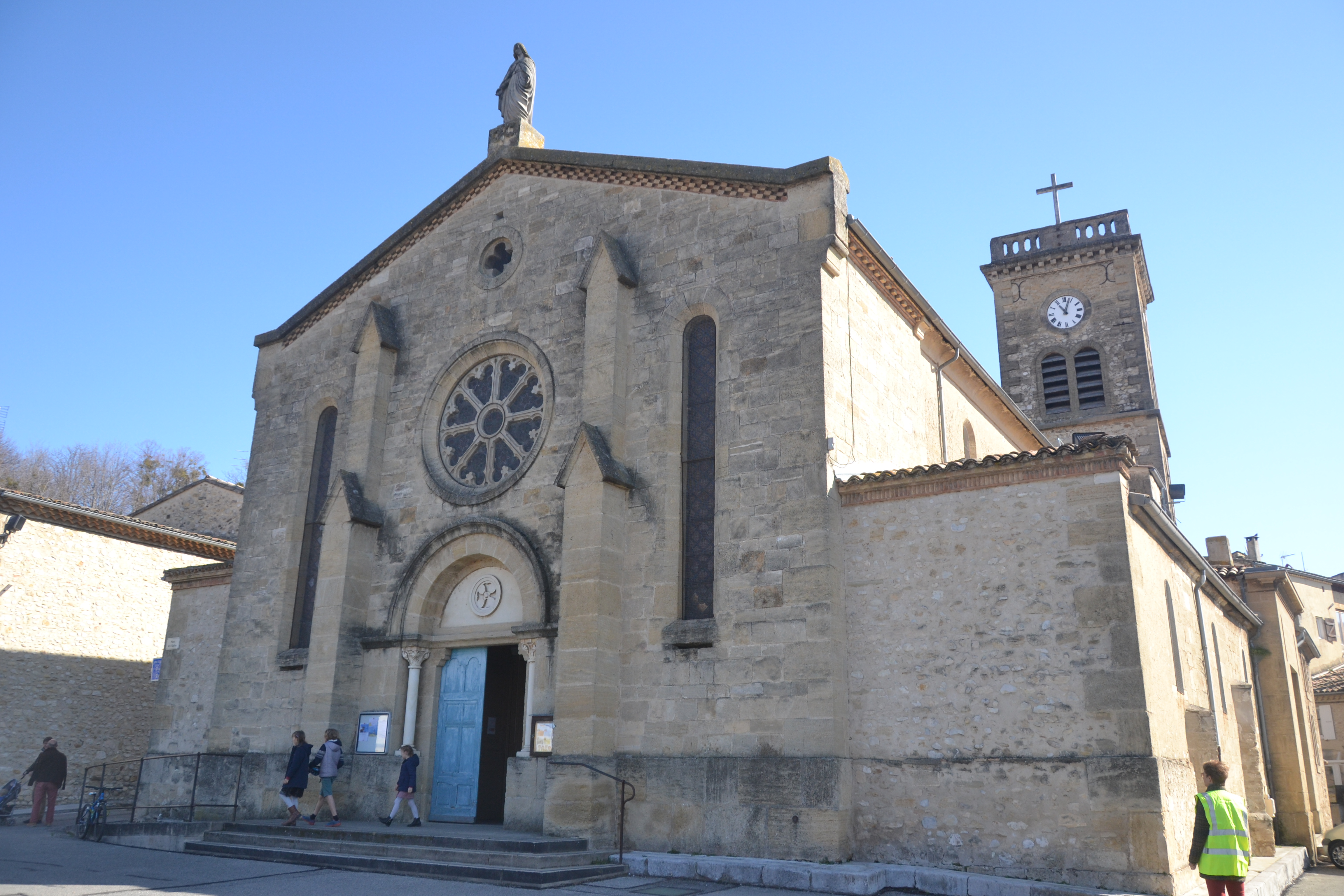
Kirche Saint-Maurice
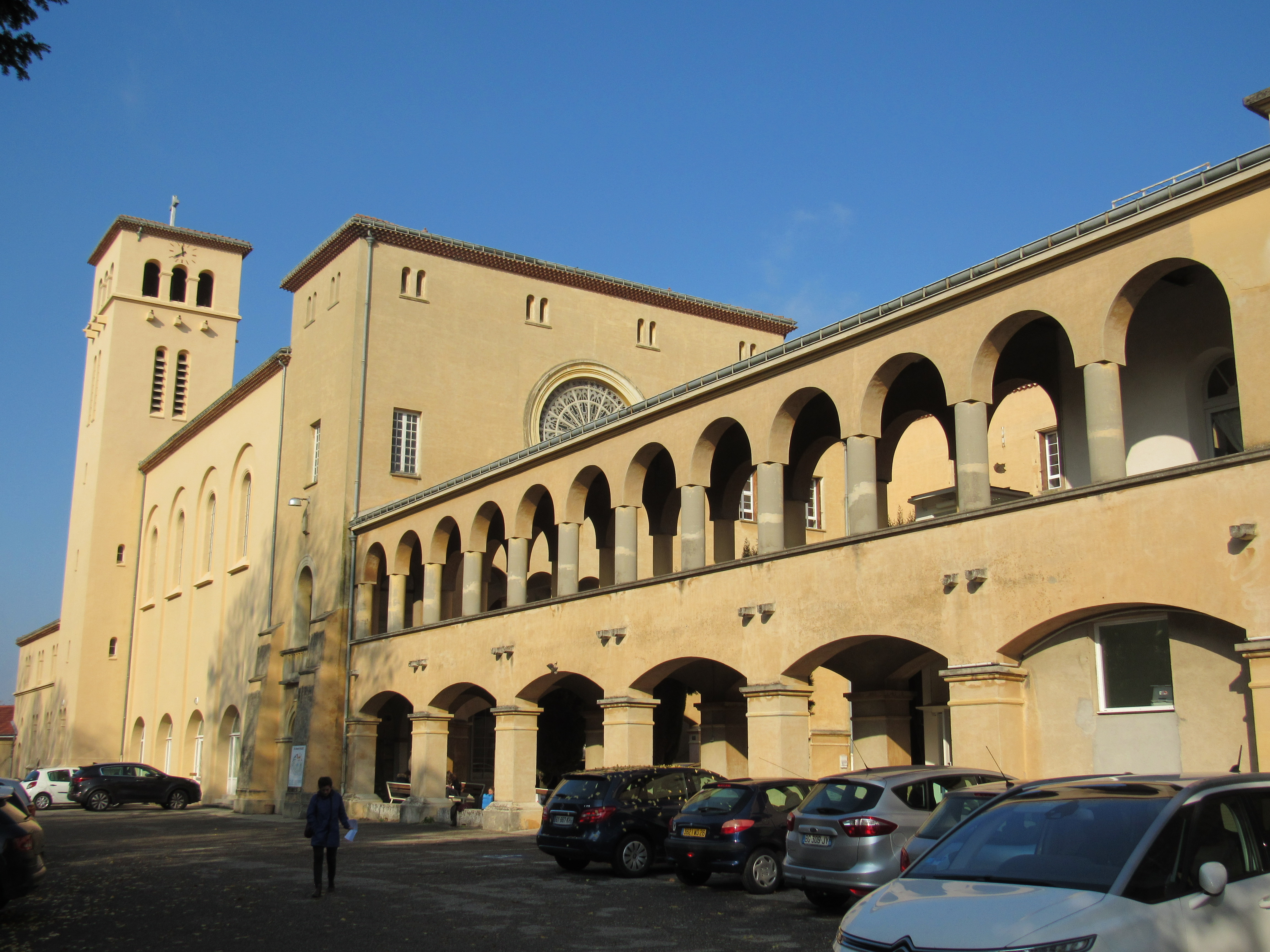
Wallfahrtskirche Saint-Joseph

- Kirche Saint-Maurice
- Wallfahrtskirche Saint-Joseph